# 李錫 (明朝將領)
李錫（？—1578年），南直隶歙县人，明朝末期將軍。
世为新安卫千户。抵御倭寇，有功，为通州守备。擢升为扬州参将，江北副总兵。隆庆元年（1567年）冬，以署都督佥事为福建总兵官。李錫駐守福建水師，並與水師於隆庆三年（1569年）殲滅盤据南澳，一度肆虐廣東、福建一帶的潮州海寇曾一本。万历六年（1578年）去世。

## 延伸阅读
[在维基数据编辑]
 《明史卷二百一十二》，出自《明史》